# Paratachina
Paratachina är ett släkte av tvåvingar. Paratachina ingår i familjen parasitflugor.
Kladogram enligt Catalogue of Life:
| Paratachina | \| \| Paratachina costae \| \| \| \| \| \| Paratachina obliqua \| \| \| \| |
|             | \| \| Paratachina costae \| \| \| \| \| \| Paratachina obliqua \| \| \| \| |
|             | Paratachina costae                                                         |
|             |                                                                            |
|             | Paratachina obliqua                                                        |
|             |                                                                            |